# Musée des Monuments français (1879)
Pour les articles homonymes, voir musée des Monuments français.
Ne doit pas être confondu avec le musée des Monuments français (1795)
Le musée des Monuments français est un musée de sculpture monumentale et d'architecture constituant aujourd'hui l'un des trois départements de la Cité de l'architecture et du patrimoine. Il a été créé sous le nom de « musée de Sculpture comparée » en 1879 par Eugène Viollet-le-Duc. Il rassemble d'importantes collections de moulages, de peintures murales reproduites grandeur nature, et de maquettes, reproduisant des chefs-d'œuvre du patrimoine architectural français. Les collections couvrent essentiellement la période allant du XIe au XVIe siècle, puis les XXe et XXIe siècles.

## Le musée du patrimoine architectural français
Le musée déploie ses collections dans une aile du palais de Chaillot et il est constitué de trois galeries : la galerie des moulages, la galerie des peintures murales et des vitraux et la galerie d'architecture moderne et contemporaine.

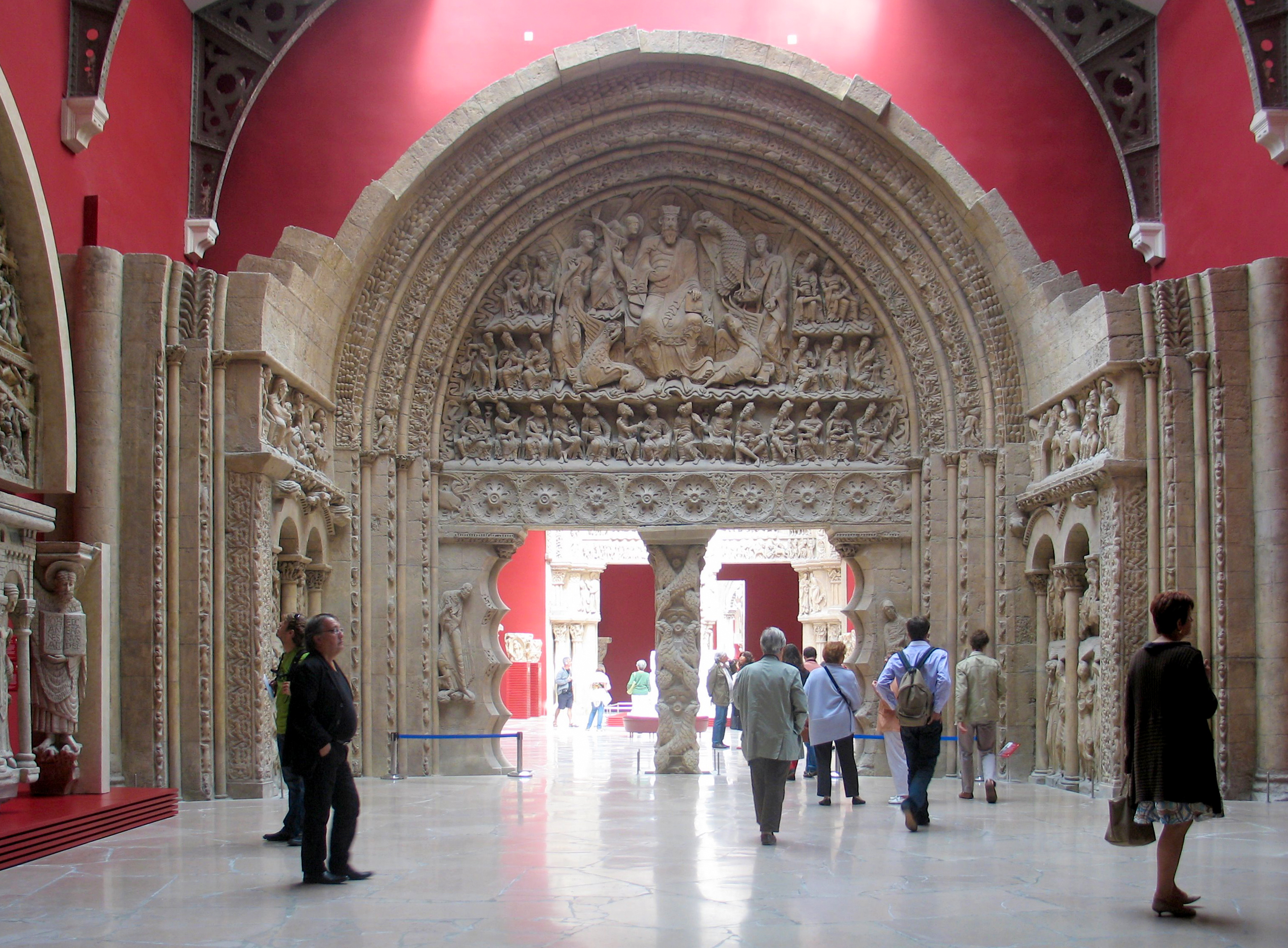
Salle Languedoc roman, galerie Davioud.
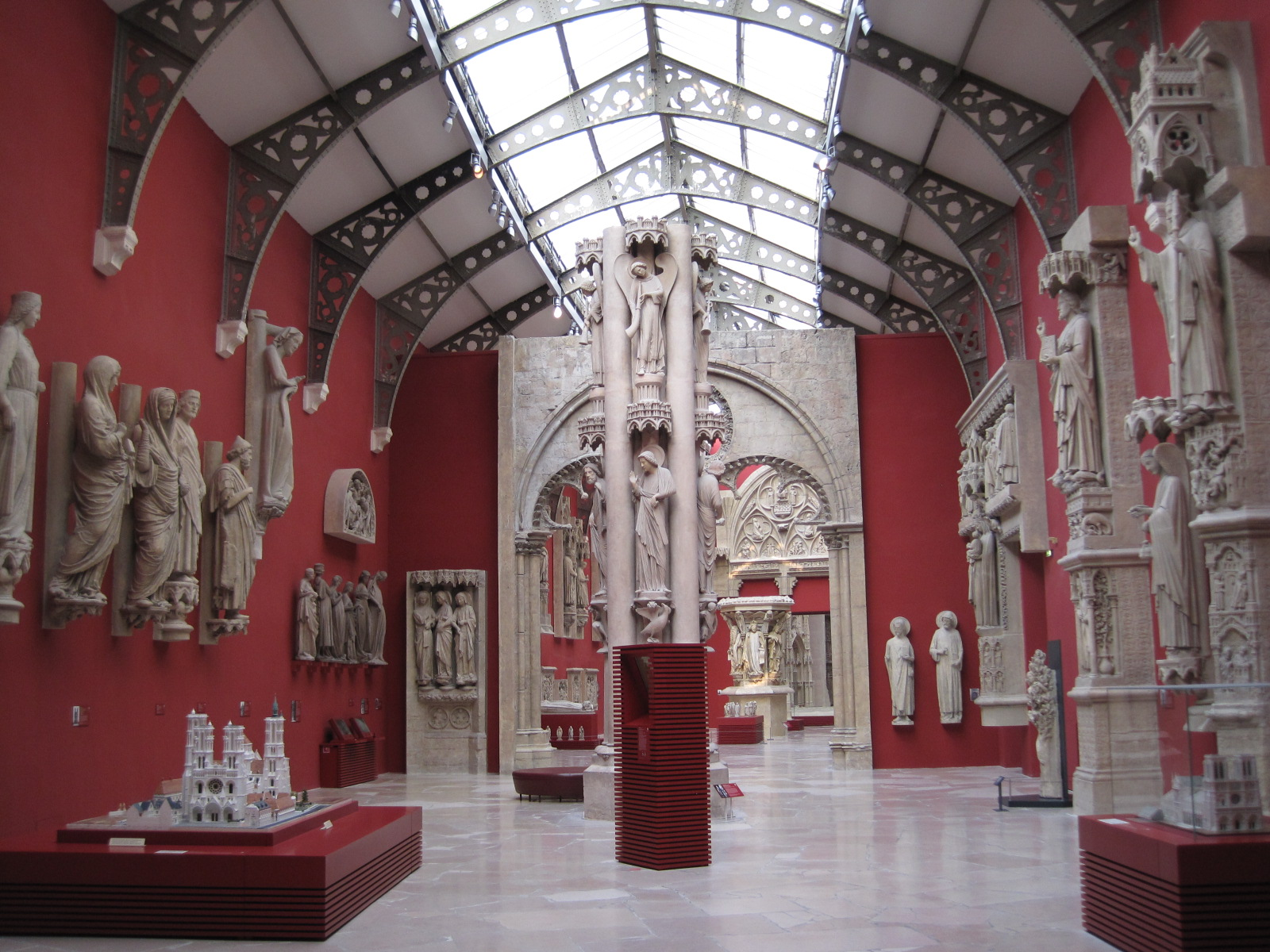
Salle Apogée gothique, galerie Davioud.
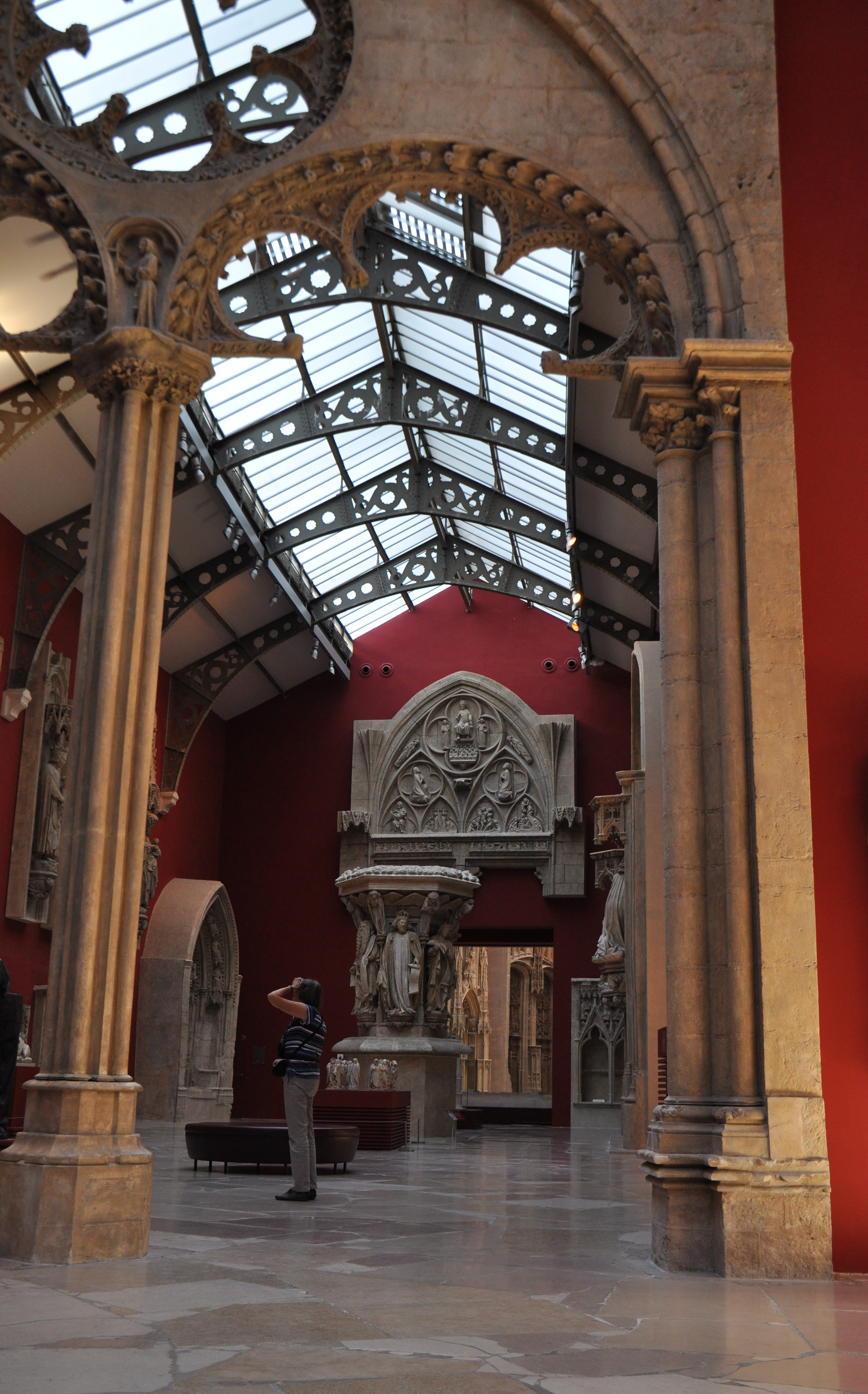
Galerie des moulages.
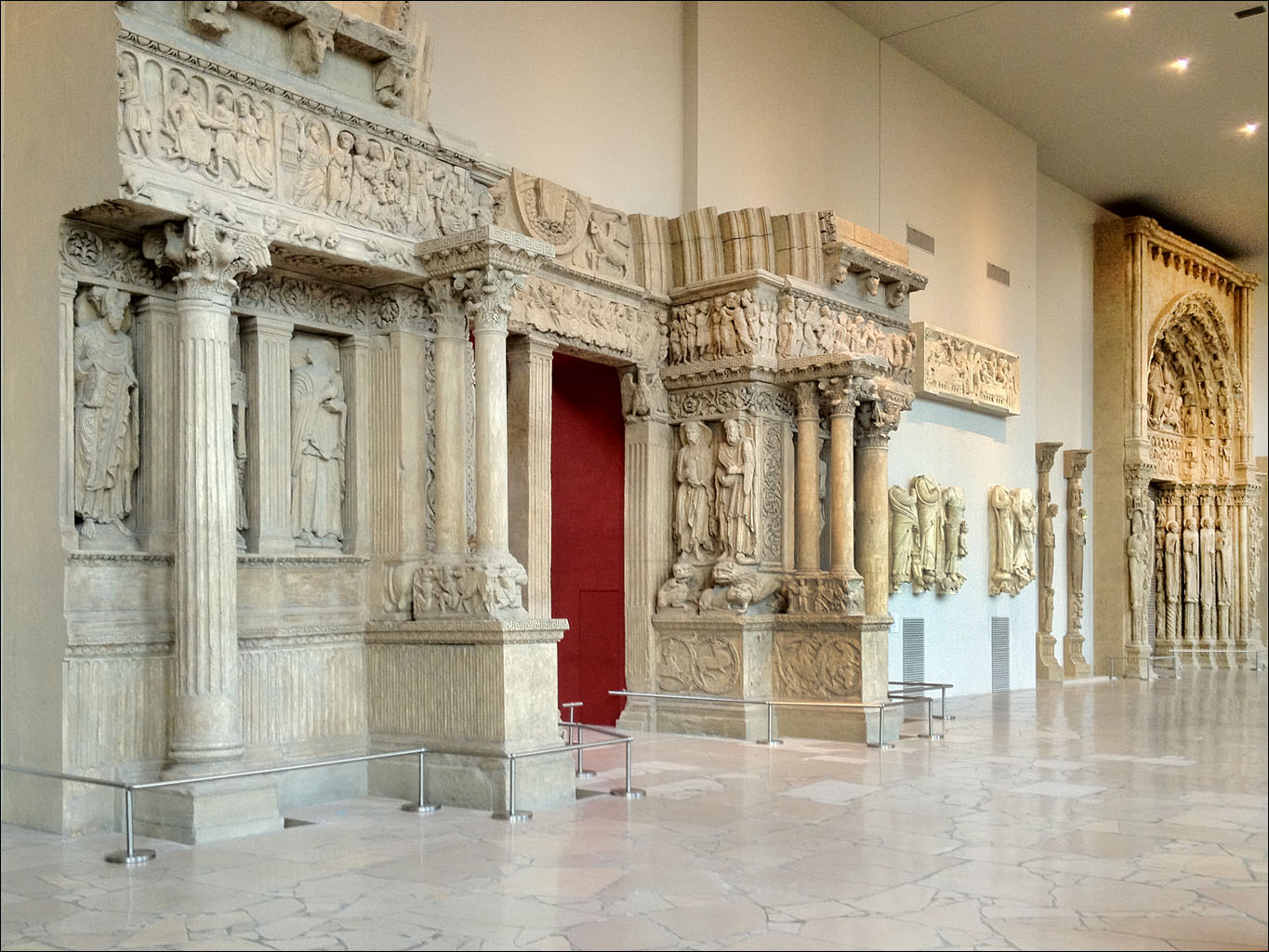
Galerie Carlu, Provence.
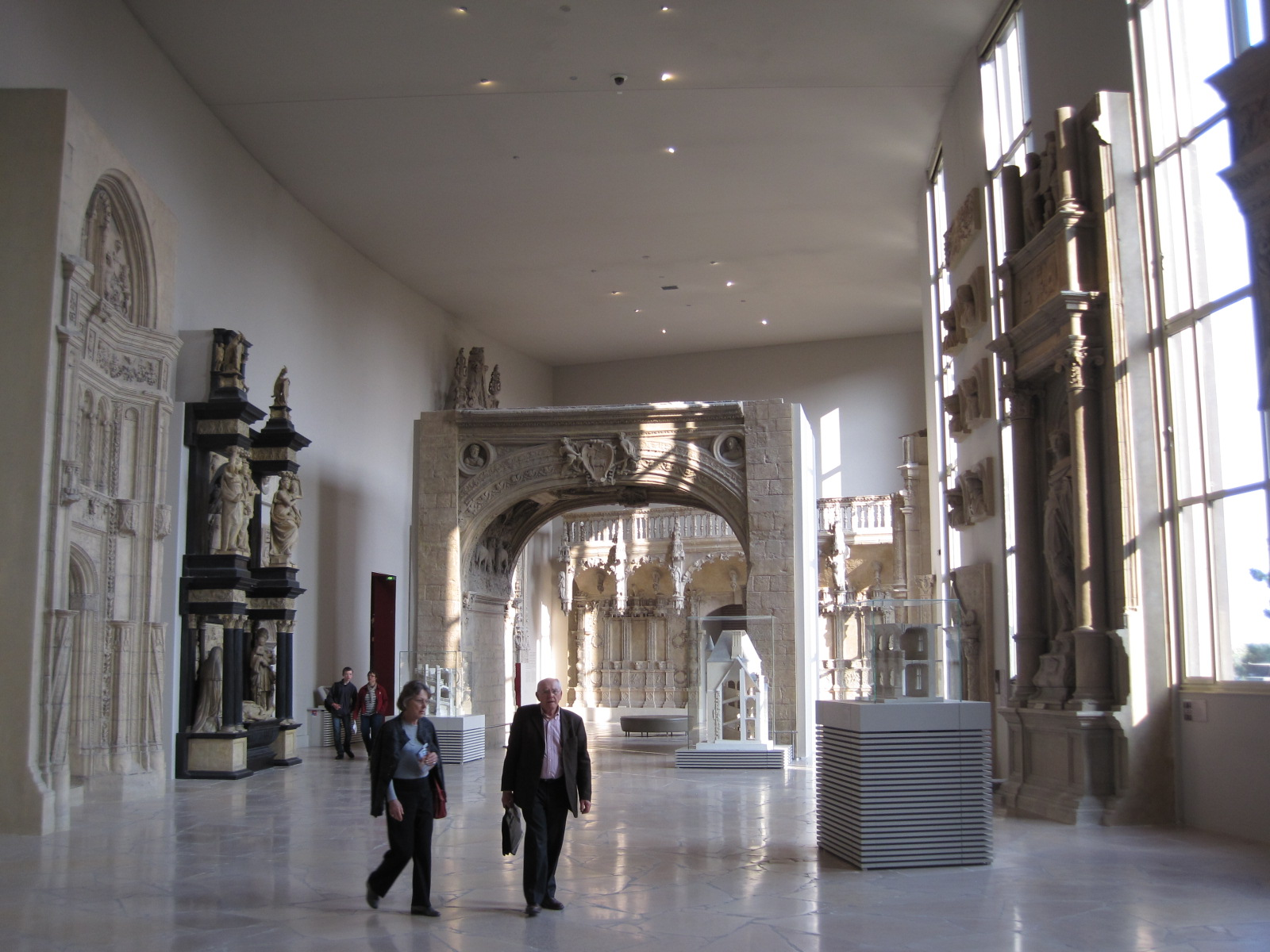
Galerie Carlu, XVIe siècle.
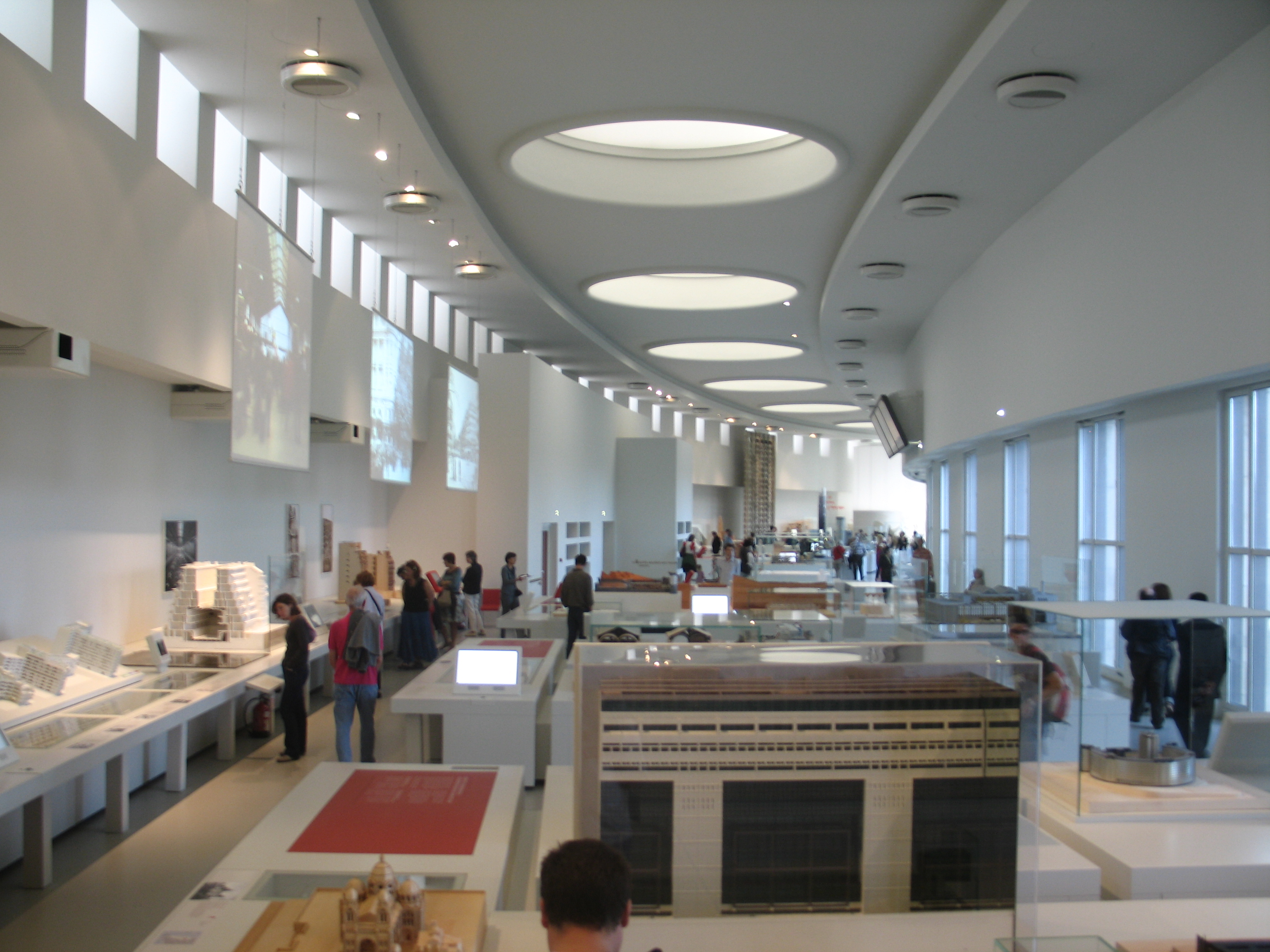
Galerie d'architecture moderne et contemporaine.
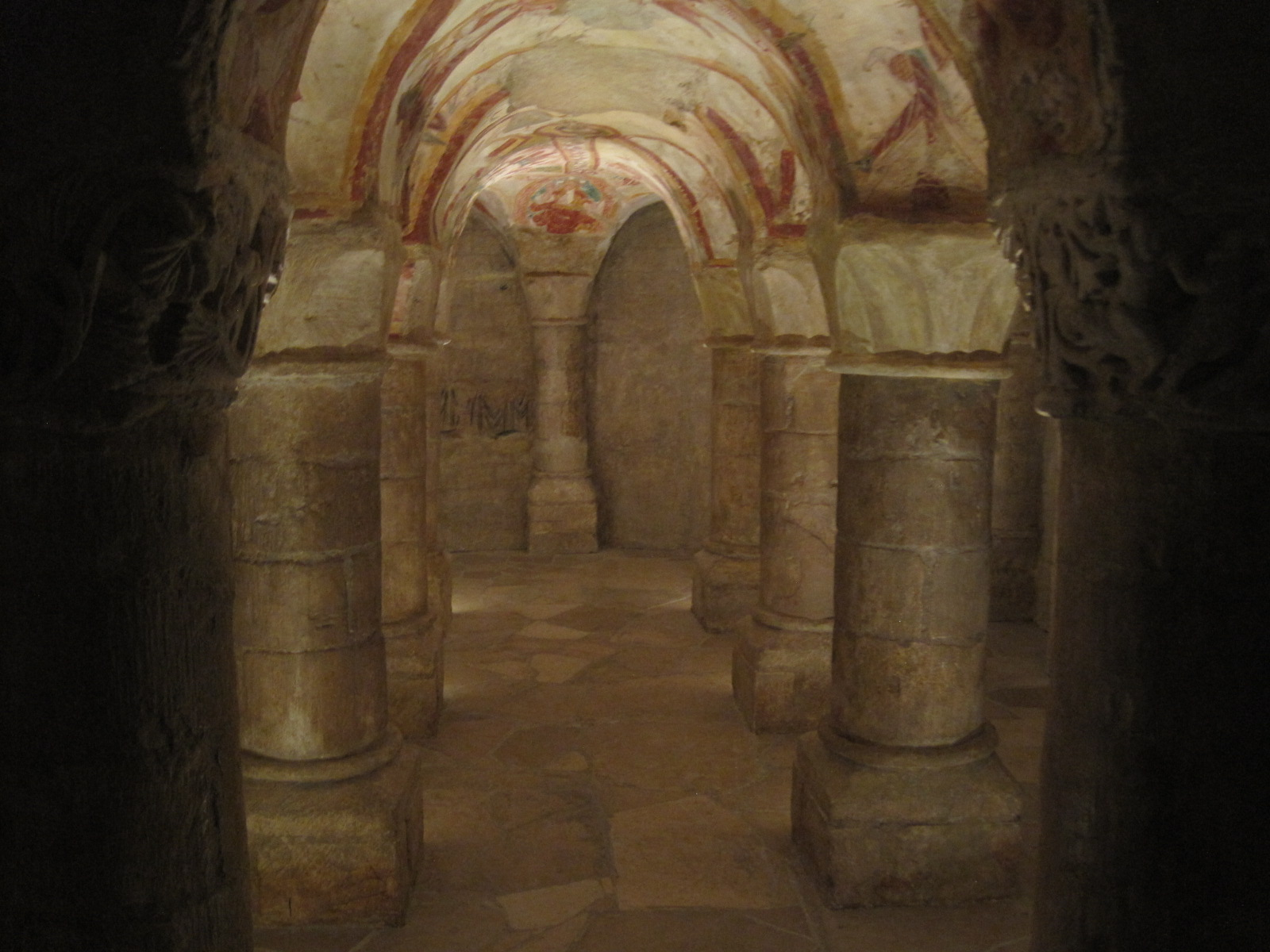
Galerie des peintures murales et des vitraux, crypte romane.
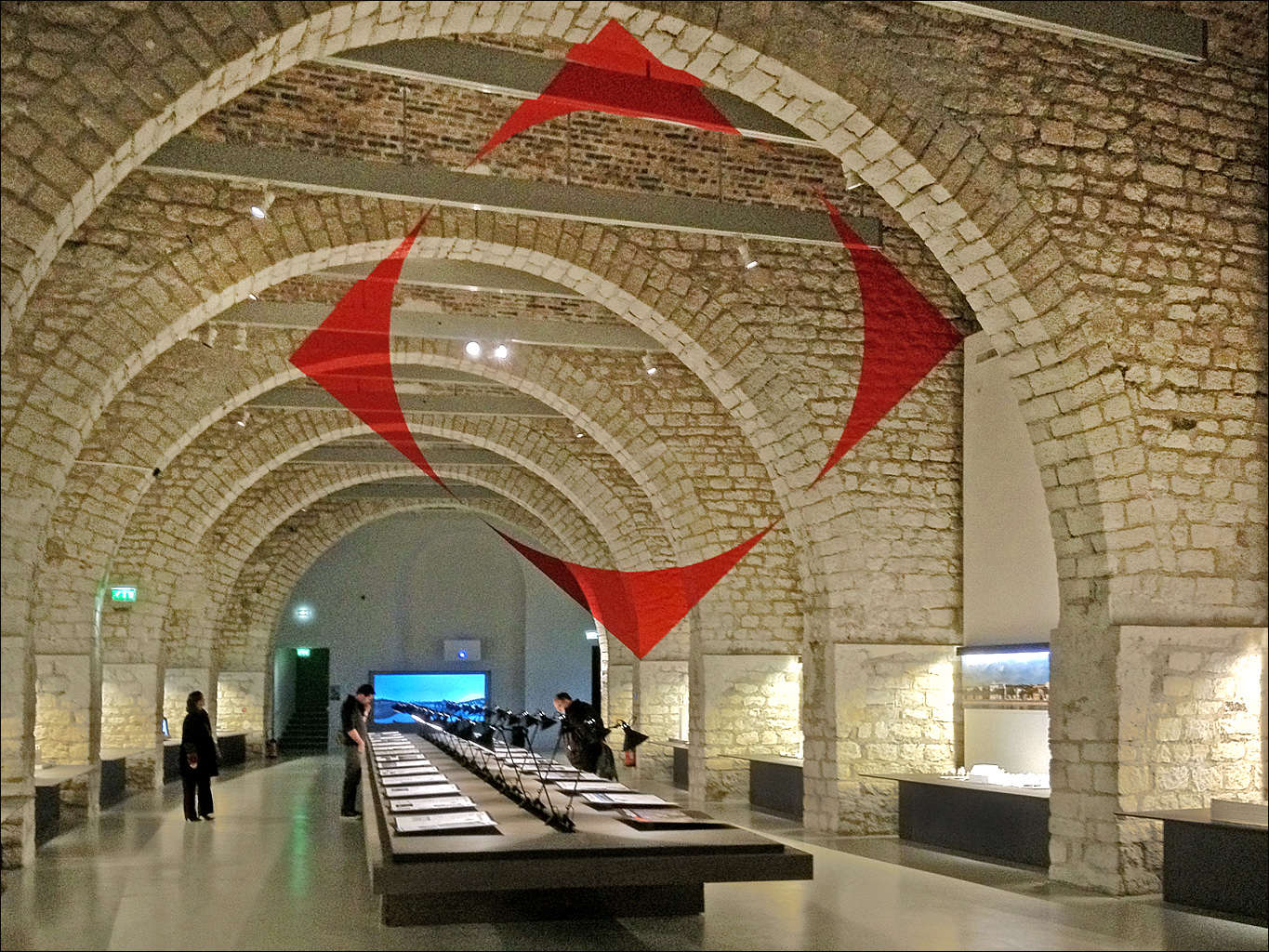
Galeries d'expositions temporaires au sous-sol.

### La galerie des moulages
La collection de moulages, la plus ancienne du musée actuel, s'est constituée à partir de 1879. Jules Ferry, ministre de l'Instruction publique et Antonin Proust, directeur des Beaux-Arts, approuvent en 1879 deux rapports de l'architecte Eugène Viollet-le-Duc portant sur la création d'un musée de moulages à grandeur réelle où des exemples les plus emblématiques de la statuaire française du XIIe au XVIe siècle seraient confrontés à des modèles de sculpture antique et étrangère. Ce musée devait favoriser la découverte et la valorisation du patrimoine médiéval national, alors négligé par l'enseignement classique des Beaux-Arts. Viollet-le-Duc disparut avant de voir son projet se concrétiser. Une sous-commission des monuments historiques dite « du musée de Sculpture comparée » est alors créée, composée d'architectes, érudits et conservateurs chargée de mettre en œuvre le projet de Viollet-le-Duc dans l'aile Paris du palais du Trocadéro. Ceux-ci font mouler en priorité les œuvres mentionnées dans les rapports de ce dernier. À l'ouverture du musée en 1882, deux salles sont présentées au public. Les campagnes de moulages se multiplient à la fin du XIXe siècle et la collection de moulages s'accroit par la suite considérablement sous la direction de Camille Enlart entre 1903 et 1927. En 1937, lorsque le musée est rebaptisé musée des Monuments français sous la direction de Paul Deschamps, les collections sont réorganisées et les collections recentrées sur l'art français.
Aujourd'hui, la galerie des moulages qui occupe tout le rez-de-chaussée du musée, présente, dans un parcours à la fois topographique et chronologique, des exemples majeurs de la sculpture monumentale française du XIIe au XIXe siècle. Avec l'ouverture de la galerie d'architecture moderne et contemporaine en 2007, les huit salles du premier étage ont été supprimées et seules 12 œuvres sur les 180 que comptaient les collections allant du XVIe au XIXe siècle restent exposées. Le parcours du visiteur est également jalonné de maquettes anciennes comme celles réalisées par Anatole de Baudot pour l'Exposition de 1900 ou de maquettes plus récentes apportant une contextualisation architecturale aux fragments de sculpture monumentale exposés.
À l'autre côté du « musée de Sculpture comparée », le « musée Indo-chinois » de Louis Delaporte exposait des moulages d'Angkor ; ils se trouvent désormais au musée Guimet.
Les techniques utilisées pour la réalisation des moulages en plâtre (estampage à la terre, moule à bon creux ou à pièces en plâtre, moule à la gélatine) devaient permettre d'obtenir une reproduction exacte de l'œuvre originale. La plupart des moulages présentés ont été réalisés à la fin du XIXe siècle ou au début du XXe siècle, soit par des artistes-mouleurs locaux dont l'habileté a été éprouvée sur les chantiers de restauration, soit par l'atelier de moulages du musée, aménagé dans les sous-sols de l'aile Paris du palais du Trocadéro.

### La galerie des peintures murales et des vitraux

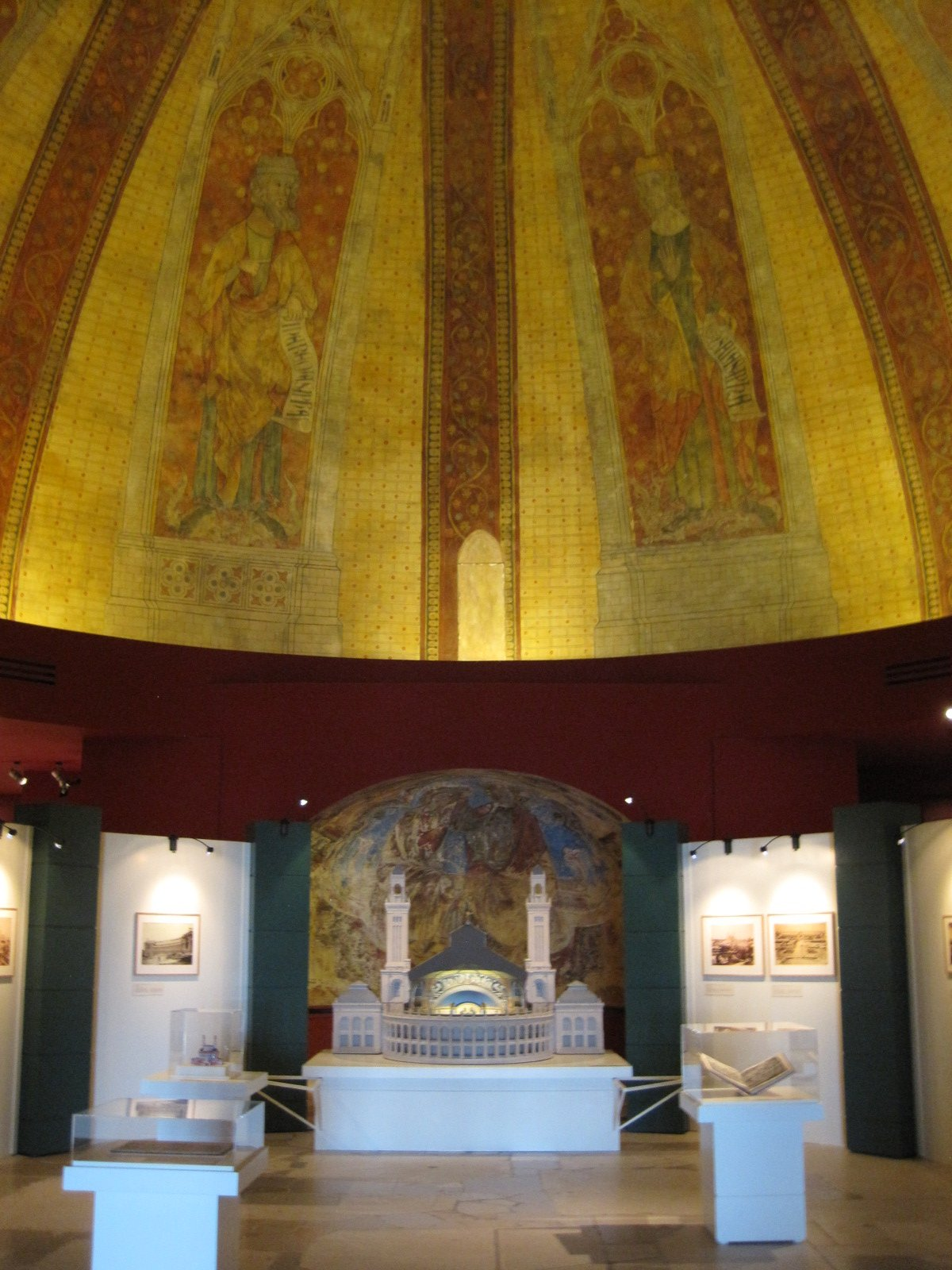
Peintures murales, coupole de la cathédrale de Cahors.

La collection de copies de peintures murales est initiée en 1937 par Paul Deschamps qui souhaite présenter au public, dans le même esprit que les moulages, des copies grandeur réelle des exemples les mieux conservés et les plus représentatifs de l'art mural des « primitifs français ». Le « musée de la fresque » est inauguré le 14 juin 1945.
Répartie sur deux niveaux, la galerie présente aujourd'hui une centaine d'œuvres emblématiques de l'art mural français du XIe au XVIe siècle. Celles-ci sont des reproductions grandeur réelle, planes ou en volume, de peintures murales originales majeures de notre patrimoine. Chapelles, cryptes, voûtes, absidioles et autres fragments architecturaux ont ainsi été recréés en volume dans la galerie (structures en plâtre sur lesquelles ont été marouflées des lés de toile peintes par une équipe de peintres-fresquistes). Six reproductions à grandeur de verrières représentatives de l'art du vitrail en France du XIIe au XVIe siècle complètent cette rétrospective.

### La galerie d'architecture moderne et contemporaine
La galerie d’architecture moderne et contemporaine, inaugurée en 2007 et occupant le premier étage du musée, dresse un panorama de l'architecture française de 1850 à nos jours. Une centaine de maquettes, éléments de bâtiments, dessins, documents numériques, photographies et films d’archives ainsi que des ouvrages illustrent l’extraordinaire évolution architecturale et urbaine de cette période. Les avancées industrielles et démographiques ainsi que le développement urbain bouleversent la pratique des architectes. De nouveaux matériaux apparaissent, les programmes se multiplient, les problématiques urbaines se renouvellent. Densité, mobilité, et urbanité sont au cœur des débats et de la recherche architecturale.
Le parcours s’organise en deux sections, chacune constituée de tables thématiques.
La première section, « Concevoir et bâtir », à gauche de l’entrée principale de la galerie, est consacrée au projet architectural, de sa création à sa mise en œuvre : industrialisation, prouesses constructives, métaphores sont évoquées à travers des édifices emblématiques tels les piscines Tournesol, la Tour sans fins, le Centre culturel Tjibaou de Nouméa ou les « immeubles-paquebots » des années Trente.
La seconde, « architecture et société », à droite de l’entrée principale de la galerie, aborde la ville comme reflet des transformations sociales, du Paris d’Haussmann à la Cité industrielle de Tony Garnier. De nombreux exemples d’équipements sportifs, culturels ou de loisirs y sont présentés, comme le stade de Gerland de Lyon, le Carré d'art de Nîmes ou la station balnéaire de la Grande Motte. Le pouvoir évocateur de l’architecture est également suggéré par des édifices symboliques tels que la Maison de Radio France.
Enfin l’habitation constitue ainsi un thème présent tout au long du parcours, qui se termine par la restitution à grandeur d'un appartement de la Cité radieuse de Marseille de Le Corbusier.
À ce parcours permanent s'associe un espace d'accrochages temporaires, dont les expositions sont dédiées à la scène contemporaine.

## Les différentes collections

### Les moulages

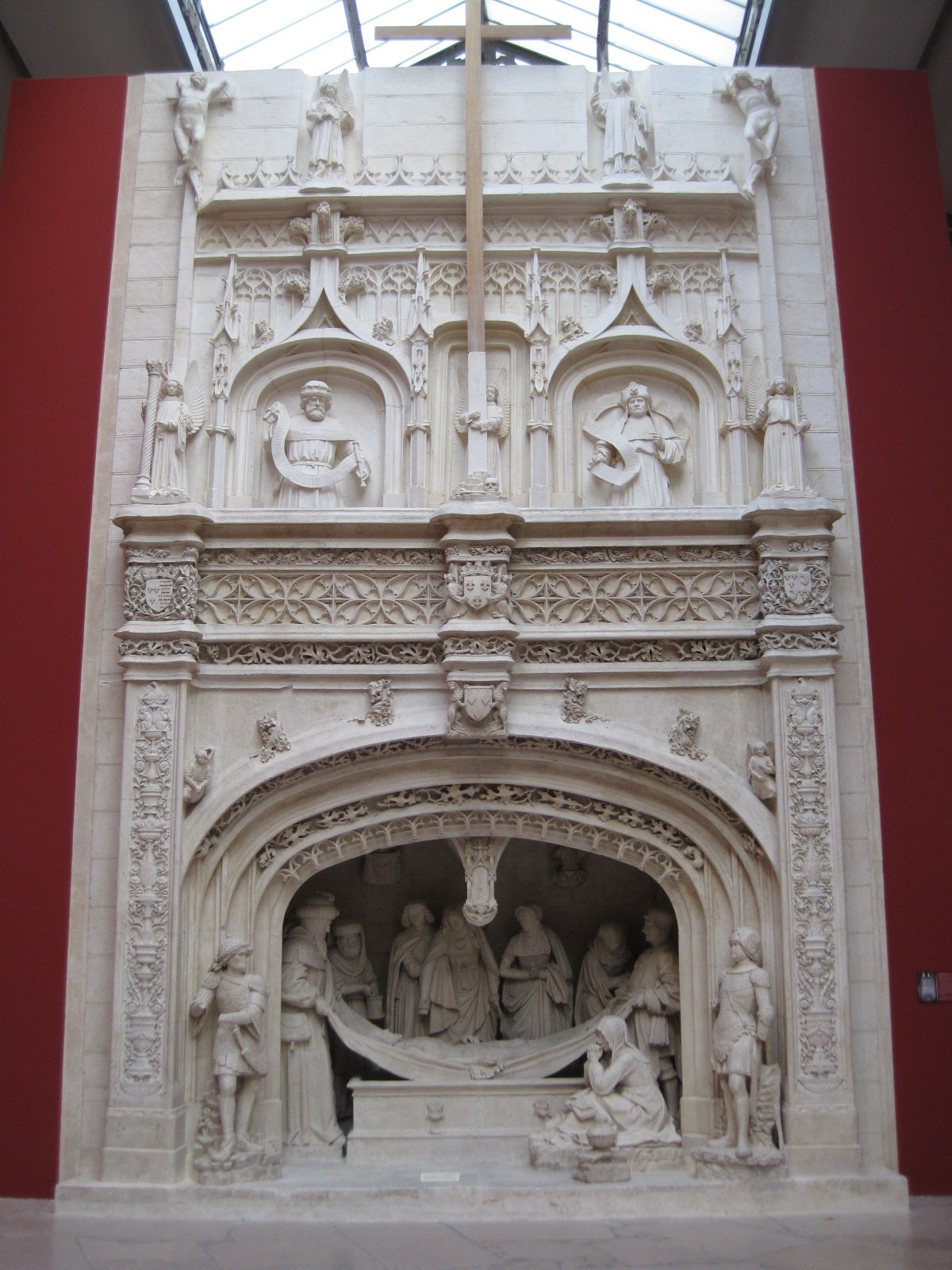
Galerie des moulages, mise au tombeau.

- Le Gros-Horloge de Rouen, arche renaissance (1527 et 1529);
- La chapelle dite la Recevresse d'Avioth ;
- Le portail de l'abbaye Saint-Fortunat de Charlieu ;
- Le portail royal de la façade occidentale de la cathédrale Notre-Dame de Chartres ;
- Le portail principal de l'abbaye Saint-Pierre de Moissac, (1115-1130) ;
- Le portail de l'Église Saint-Lazare d'Avallon ;
- Le Sépulcre de Saint-Mihiel, l'un des rares groupes sculptés dont on connait le nom du sculpteur : Ligier Richier
- la cour de l'hôtel d'Escoville à Caen ;
- un contrefort de la Renaissance de l'église Saint-Pierre de Caen.

### Les copies de peintures murales
- Les peintures murales, datant du XIe, de la cathédrale Saint-Étienne d'Auxerre ;
- Les peintures murales, du XIIe, de la chapelle haute de l'ancienne église abbatiale Saint-Theudère à Saint-Chef ;
- Les peintures murales de la coupole de la cathédrale Saint-Étienne de Cahors ;
- Les peintures murales de l'église abbatiale de Saint-Savin-sur-Gartempe datant des XIIe et XIIIe siècles.

### Les copies de vitraux

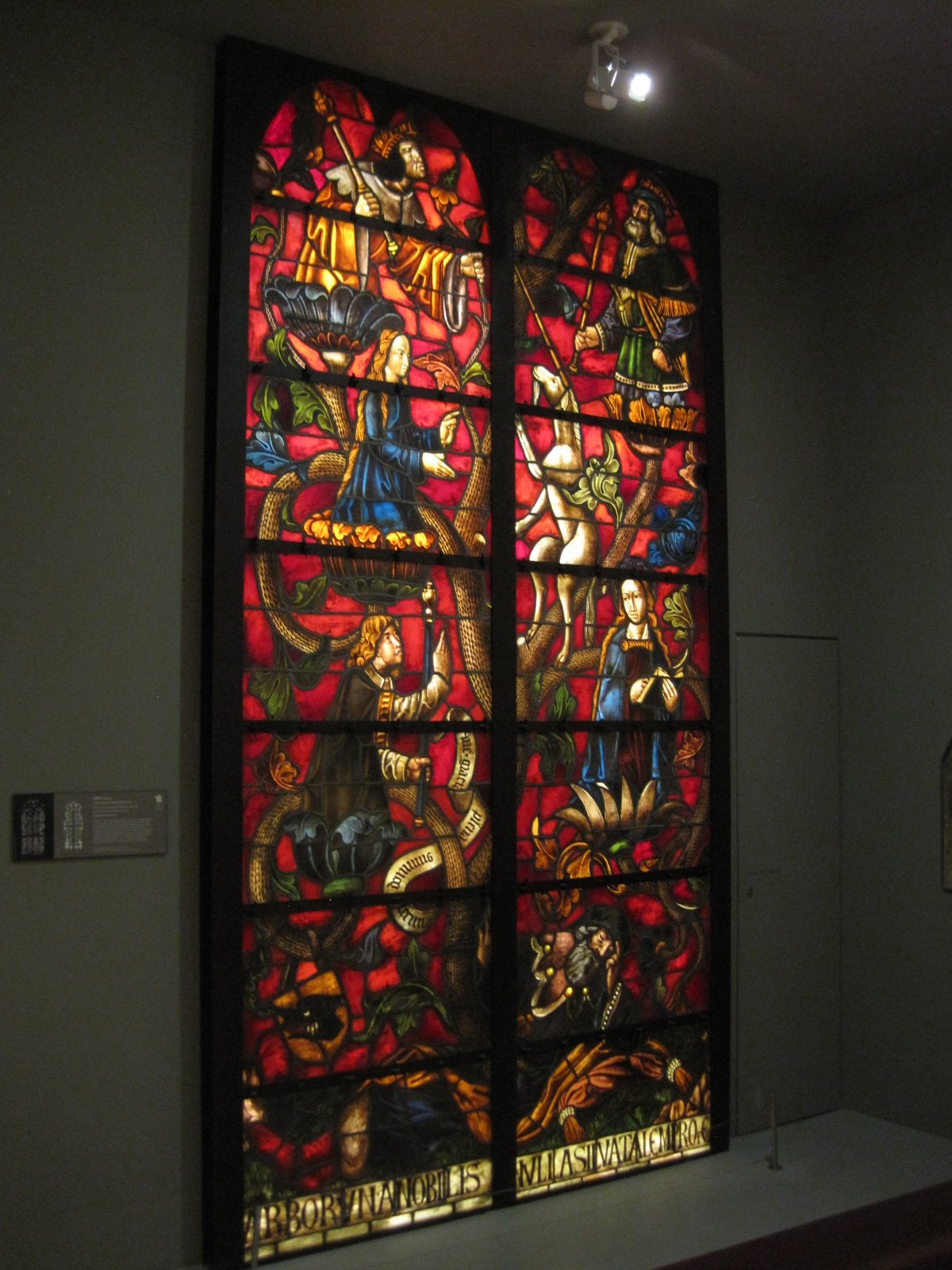
Vitrail de l'arbre de Jessé de la cathédrale Saint-Étienne de Sens, début du XVIe siècle.

De 1933 à 1974, 359 copies de vitraux grandeur nature sont réalisées, en particulier grâce à Paul Deschamps, profitant de leur dépose lors des grands chantiers de restauration.
- Certains vitraux de la cathédrale Saint-Étienne et de l'église Saint-Pierre-le-Rond à Sens.
- Le vitrail roman de la grande Crucifixion de la cathédrale Saint-Pierre de Poitiers (1163-1173)
- Le vitrail de l’église Notre-Dame du Raincy[6].

### Les maquettes d'architecture

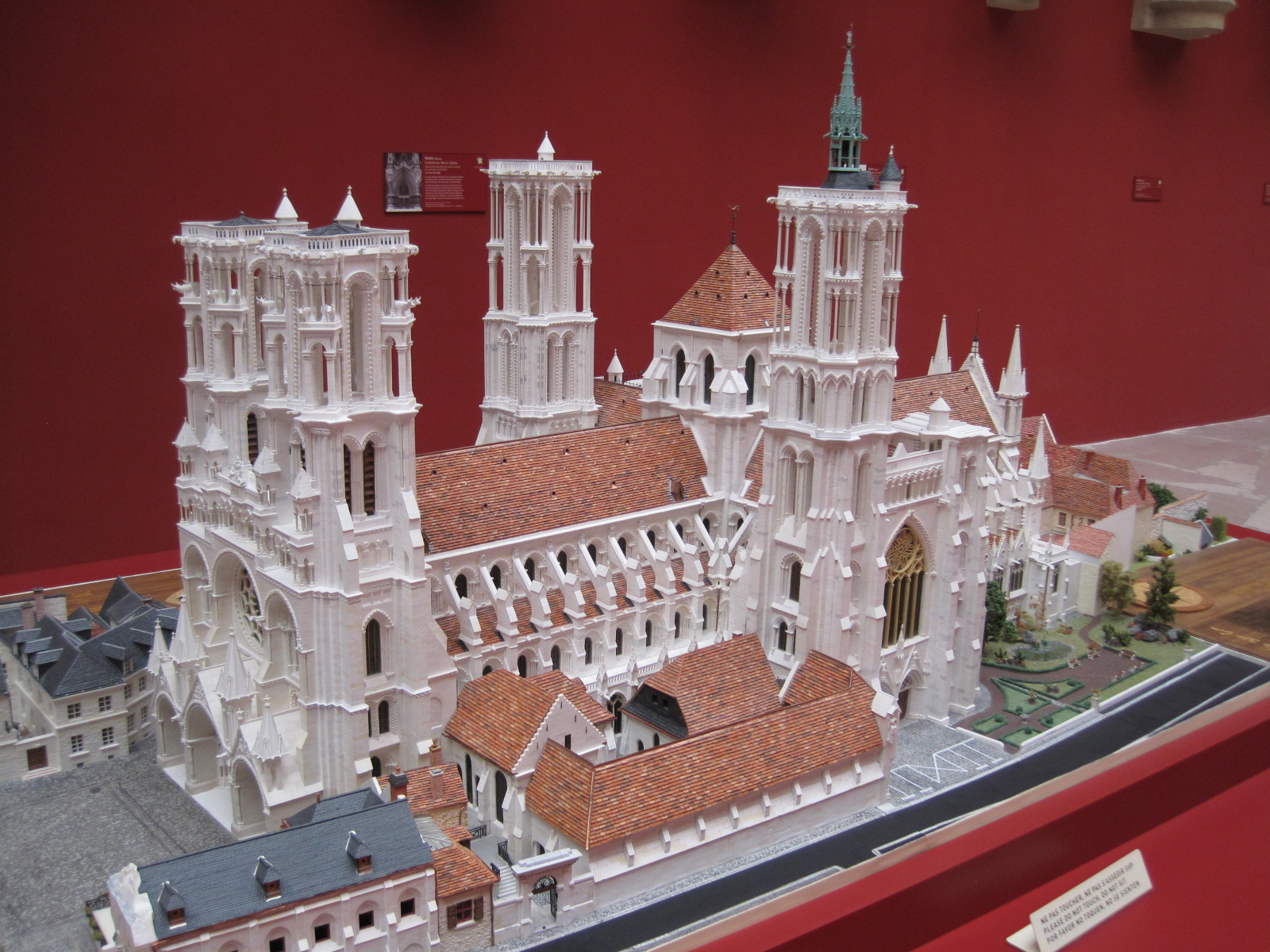
Maquette d'architecture de la cathédrale de Laon.

- La maquette du châtelet d'entrée et une partie du mont Saint-Michel, XIIIe siècle.
- La ville et du château de Coucy-la-Ville, dans leur état de 1914.
- L'église abbatiale de Paray-le-Monial, XIIe.
- L'église abbatiale de Cluny III (1080-1133), selon les hypothèses de Kenneth J. Conant.
- L'escalier à vis du château de Blois, XVIe.
- La maquette du Crystal Palace de Joseph Paxton, 1851.
- La maquette de la halle centrale de la gare du Nord, Jacques Ignace Hittorff, 1861-1866.
- Le moulin de la chocolaterie Menier de Jules Saulnier, Noisiel, 1871-1872.
- La maquette de la villa Savoye de Le Corbusier, Poissy, 1928-1931.
- La maquette du type piscine tournesol de Bernard Schoeller, 1969.

## Histoire du musée
L'institution connaît trois moments dans son développement. Elle est d'abord le musée de Sculpture comparée (1882), puis le musée des Monuments français (1937) avant d'intégrer la Cité de l’architecture & du patrimoine (2004).